# Qua Dương
Qua Dương (chữ Hán giản thể: 涡阳县, âm Hán Việt: Qua Dương huyện) là một huyện của địa cấp thị Bạc Châu, tỉnh An Huy, Cộng hòa Nhân dân Trung Hoa. Huyện Qua Dương có diện tích 1933 km², dân số 1,38 triệu người. Mã số bưu chính của Qua Dương là 233600. Về mặt hành chính, quận này được chia thành 15 trấn và 11 hương.
- Trấn: Thành Quna, Cao Lò, Nghĩa Môn, Thanh Thoản, Thạch Cung, Long Sơn, Thành Tây, Song Miếu, Sở Điếm, Thành Đông, Tây Dương, Cao Công, Áp Bắc, Tào Thị, Tân Hưng.
- Hương: Lâm Hồ, Điếm Tập, Hoa Câu, Trần Đại, Đan Thành, Mã Điếm, Bài Phường, Cảnh Hoàng, Tiêu Lý, Công Cát Tự, Trương Lão Gia.